# Famille De Momper
Cette page explique l’histoire ou répertorie les différents membres de la famille de Momper.
L'arbre généalogique ci-dessous reconstitue la lignée des de Monper, célèbre famille de peintres flamands de la Renaissance et du XVIIe siècle.

## Généalogie de la famille de Momper
Les lignes pleines confirment la parenté. Celles en pointillé, les rapports de parenté indéfinie, à compléter si possible. Les cases couleur foncée indiquent le statut de peintre, de couleur claire, indiquent les épouses ou autres.
|  |  |  |  |  |  |  |  |                                       |                                       |                                       |                                       |                                       |                                       |  |  |                                                                    |                                                                    |                                                                    |                                                                    |                                                                    |                                                                    |  |  |                                   |                                   | Jan I Momper début XVIe siècle Père de Josse I l'Ancien                             |                                                                                     |                                                                                     |                                                                                     |                                                                                     |                                                                                     |  |  |  |  |  |  |                                                                          |                                                                          |                                                                          |                                                                          |                                                                          |                                                                          |  |  |                                                             |                                                             |                                                             |                                                             |                                                             |                                                             |  |  |                                                     |                                                     |                                                     |                                                     |                                                     |                                                     |  |  |  |  |  |  |
|  |  |  |  |  |  |  |  |                                       |                                       |                                       |                                       |                                       |                                       |  |  |                                                                    |                                                                    |                                                                    |                                                                    |                                                                    |                                                                    |  |  |                                   |                                   |                                                                                     |                                                                                     |                                                                                     |                                                                                     |                                                                                     |                                                                                     |  |  |  |  |  |  |                                                                          |                                                                          |                                                                          |                                                                          |                                                                          |                                                                          |  |  |                                                             |                                                             |                                                             |                                                             |                                                             |                                                             |  |  |                                                     |                                                     |                                                     |                                                     |                                                     |                                                     |  |  |  |  |  |  |
|  |  |  |  |  |  |  |  |                                       |                                       |                                       |                                       |                                       |                                       |  |  |                                                                    |                                                                    |                                                                    |                                                                    |                                                                    |                                                                    |  |  |                                   |                                   |                                                                                     |                                                                                     |                                                                                     |                                                                                     |                                                                                     |                                                                                     |  |  |  |  |  |  |                                                                          |                                                                          |                                                                          |                                                                          |                                                                          |                                                                          |  |  |                                                             |                                                             |                                                             |                                                             |                                                             |                                                             |  |  |                                                     |                                                     |                                                     |                                                     |                                                     |                                                     |  |  |  |  |  |  |
|  |  |  |  |  |  |  |  |                                       |                                       |                                       |                                       |                                       |                                       |  |  |                                                                    |                                                                    |                                                                    |                                                                    |                                                                    |                                                                    |  |  |                                   |                                   | Jodocus Momper 1516-1559 Père de Bartholomaeus Grand-père de Jodocus II             | Jodocus Momper 1516-1559 Père de Bartholomaeus Grand-père de Jodocus II             | Jodocus Momper 1516-1559 Père de Bartholomaeus Grand-père de Jodocus II             | Jodocus Momper 1516-1559 Père de Bartholomaeus Grand-père de Jodocus II             | Jodocus Momper 1516-1559 Père de Bartholomaeus Grand-père de Jodocus II             | Jodocus Momper 1516-1559 Père de Bartholomaeus Grand-père de Jodocus II             |  |  |  |  |  |  | Pieter de Momper Né vers 1607 parenté indéfinie mais possible            | Pieter de Momper Né vers 1607 parenté indéfinie mais possible            | Pieter de Momper Né vers 1607 parenté indéfinie mais possible            | Pieter de Momper Né vers 1607 parenté indéfinie mais possible            | Pieter de Momper Né vers 1607 parenté indéfinie mais possible            | Pieter de Momper Né vers 1607 parenté indéfinie mais possible            |  |  | Jan de Momper ou Giovanni 1614-1688 parenté incertaine      | Jan de Momper ou Giovanni 1614-1688 parenté incertaine      | Jan de Momper ou Giovanni 1614-1688 parenté incertaine      | Jan de Momper ou Giovanni 1614-1688 parenté incertaine      | Jan de Momper ou Giovanni 1614-1688 parenté incertaine      | Jan de Momper ou Giovanni 1614-1688 parenté incertaine      |  |  | Josse de Momper 1710 (?) Italien parenté incertaine | Josse de Momper 1710 (?) Italien parenté incertaine | Josse de Momper 1710 (?) Italien parenté incertaine | Josse de Momper 1710 (?) Italien parenté incertaine | Josse de Momper 1710 (?) Italien parenté incertaine | Josse de Momper 1710 (?) Italien parenté incertaine |  |  |  |  |  |  |
|  |  |  |  |  |  |  |  |                                       |                                       |                                       |                                       |                                       |                                       |  |  |                                                                    |                                                                    |                                                                    |                                                                    |                                                                    |                                                                    |  |  |                                   |                                   | Jodocus Momper 1516-1559 Père de Bartholomaeus Grand-père de Jodocus II             | Jodocus Momper 1516-1559 Père de Bartholomaeus Grand-père de Jodocus II             | Jodocus Momper 1516-1559 Père de Bartholomaeus Grand-père de Jodocus II             | Jodocus Momper 1516-1559 Père de Bartholomaeus Grand-père de Jodocus II             | Jodocus Momper 1516-1559 Père de Bartholomaeus Grand-père de Jodocus II             | Jodocus Momper 1516-1559 Père de Bartholomaeus Grand-père de Jodocus II             |  |  |  |  |  |  | Pieter de Momper Né vers 1607 parenté indéfinie mais possible            | Pieter de Momper Né vers 1607 parenté indéfinie mais possible            | Pieter de Momper Né vers 1607 parenté indéfinie mais possible            | Pieter de Momper Né vers 1607 parenté indéfinie mais possible            | Pieter de Momper Né vers 1607 parenté indéfinie mais possible            | Pieter de Momper Né vers 1607 parenté indéfinie mais possible            |  |  | Jan de Momper ou Giovanni 1614-1688 parenté incertaine      | Jan de Momper ou Giovanni 1614-1688 parenté incertaine      | Jan de Momper ou Giovanni 1614-1688 parenté incertaine      | Jan de Momper ou Giovanni 1614-1688 parenté incertaine      | Jan de Momper ou Giovanni 1614-1688 parenté incertaine      | Jan de Momper ou Giovanni 1614-1688 parenté incertaine      |  |  | Josse de Momper 1710 (?) Italien parenté incertaine | Josse de Momper 1710 (?) Italien parenté incertaine | Josse de Momper 1710 (?) Italien parenté incertaine | Josse de Momper 1710 (?) Italien parenté incertaine | Josse de Momper 1710 (?) Italien parenté incertaine | Josse de Momper 1710 (?) Italien parenté incertaine |  |  |  |  |  |  |
|  |  |  |  |  |  |  |  |                                       |                                       |                                       |                                       |                                       |                                       |  |  |                                                                    |                                                                    |                                                                    |                                                                    |                                                                    |                                                                    |  |  |                                   |                                   |                                                                                     |                                                                                     |                                                                                     |                                                                                     |                                                                                     |                                                                                     |  |  |  |  |  |  |                                                                          |                                                                          |                                                                          |                                                                          |                                                                          |                                                                          |  |  |                                                             |                                                             |                                                             |                                                             |                                                             |                                                             |  |  |                                                     |                                                     |                                                     |                                                     |                                                     |                                                     |  |  |  |  |  |  |
|  |  |  |  |  |  |  |  |                                       |                                       |                                       |                                       |                                       |                                       |  |  |                                                                    |                                                                    |                                                                    |                                                                    |                                                                    |                                                                    |  |  |                                   |                                   | Bartholomaeus de Momper Né en 1535-Père de Jan II de Momper et de Jocodus II Momper | Bartholomaeus de Momper Né en 1535-Père de Jan II de Momper et de Jocodus II Momper | Bartholomaeus de Momper Né en 1535-Père de Jan II de Momper et de Jocodus II Momper | Bartholomaeus de Momper Né en 1535-Père de Jan II de Momper et de Jocodus II Momper | Bartholomaeus de Momper Né en 1535-Père de Jan II de Momper et de Jocodus II Momper | Bartholomaeus de Momper Né en 1535-Père de Jan II de Momper et de Jocodus II Momper |  |  |  |  |  |  | Bartholomaeus Momper le Jeune actif fin XVIe siècle parenté indéfinie    | Bartholomaeus Momper le Jeune actif fin XVIe siècle parenté indéfinie    | Bartholomaeus Momper le Jeune actif fin XVIe siècle parenté indéfinie    | Bartholomaeus Momper le Jeune actif fin XVIe siècle parenté indéfinie    | Bartholomaeus Momper le Jeune actif fin XVIe siècle parenté indéfinie    | Bartholomaeus Momper le Jeune actif fin XVIe siècle parenté indéfinie    |  |  |                                                             |                                                             |                                                             |                                                             |                                                             |                                                             |  |  |                                                     |                                                     |                                                     |                                                     |                                                     |                                                     |  |  |  |  |  |  |
|  |  |  |  |  |  |  |  |                                       |                                       |                                       |                                       |                                       |                                       |  |  |                                                                    |                                                                    |                                                                    |                                                                    |                                                                    |                                                                    |  |  |                                   |                                   | Bartholomaeus de Momper Né en 1535-Père de Jan II de Momper et de Jocodus II Momper | Bartholomaeus de Momper Né en 1535-Père de Jan II de Momper et de Jocodus II Momper | Bartholomaeus de Momper Né en 1535-Père de Jan II de Momper et de Jocodus II Momper | Bartholomaeus de Momper Né en 1535-Père de Jan II de Momper et de Jocodus II Momper | Bartholomaeus de Momper Né en 1535-Père de Jan II de Momper et de Jocodus II Momper | Bartholomaeus de Momper Né en 1535-Père de Jan II de Momper et de Jocodus II Momper |  |  |  |  |  |  | Bartholomaeus Momper le Jeune actif fin XVIe siècle parenté indéfinie    | Bartholomaeus Momper le Jeune actif fin XVIe siècle parenté indéfinie    | Bartholomaeus Momper le Jeune actif fin XVIe siècle parenté indéfinie    | Bartholomaeus Momper le Jeune actif fin XVIe siècle parenté indéfinie    | Bartholomaeus Momper le Jeune actif fin XVIe siècle parenté indéfinie    | Bartholomaeus Momper le Jeune actif fin XVIe siècle parenté indéfinie    |  |  |                                                             |                                                             |                                                             |                                                             |                                                             |                                                             |  |  |                                                     |                                                     |                                                     |                                                     |                                                     |                                                     |  |  |  |  |  |  |
|  |  |  |  |  |  |  |  |                                       |                                       |                                       |                                       |                                       |                                       |  |  |                                                                    |                                                                    |                                                                    |                                                                    |                                                                    |                                                                    |  |  |                                   |                                   |                                                                                     |                                                                                     |                                                                                     |                                                                                     |                                                                                     |                                                                                     |  |  |  |  |  |  |                                                                          |                                                                          |                                                                          |                                                                          |                                                                          |                                                                          |  |  |                                                             |                                                             |                                                             |                                                             |                                                             |                                                             |  |  |                                                     |                                                     |                                                     |                                                     |                                                     |                                                     |  |  |  |  |  |  |
|  |  |  |  |  |  |  |  |                                       |                                       |                                       |                                       |                                       |                                       |  |  | Jan II de Momper XVIe siècle Père de Frans et Philips II de Momper | Jan II de Momper XVIe siècle Père de Frans et Philips II de Momper | Jan II de Momper XVIe siècle Père de Frans et Philips II de Momper | Jan II de Momper XVIe siècle Père de Frans et Philips II de Momper | Jan II de Momper XVIe siècle Père de Frans et Philips II de Momper | Jan II de Momper XVIe siècle Père de Frans et Philips II de Momper |  |  |                                   |                                   |                                                                                     |                                                                                     |                                                                                     |                                                                                     |                                                                                     |                                                                                     |  |  |  |  |  |  | Jodocus II de Momper 1564-1635 père de Gaspard et de Philips I de Momper | Jodocus II de Momper 1564-1635 père de Gaspard et de Philips I de Momper | Jodocus II de Momper 1564-1635 père de Gaspard et de Philips I de Momper | Jodocus II de Momper 1564-1635 père de Gaspard et de Philips I de Momper | Jodocus II de Momper 1564-1635 père de Gaspard et de Philips I de Momper | Jodocus II de Momper 1564-1635 père de Gaspard et de Philips I de Momper |  |  | Élisabeth Godyn qu'il épouse en 1590                        | Élisabeth Godyn qu'il épouse en 1590                        | Élisabeth Godyn qu'il épouse en 1590                        | Élisabeth Godyn qu'il épouse en 1590                        | Élisabeth Godyn qu'il épouse en 1590                        | Élisabeth Godyn qu'il épouse en 1590                        |  |  |                                                     |                                                     |                                                     |                                                     |                                                     |                                                     |  |  |  |  |  |  |
|  |  |  |  |  |  |  |  |                                       |                                       |                                       |                                       |                                       |                                       |  |  | Jan II de Momper XVIe siècle Père de Frans et Philips II de Momper | Jan II de Momper XVIe siècle Père de Frans et Philips II de Momper | Jan II de Momper XVIe siècle Père de Frans et Philips II de Momper | Jan II de Momper XVIe siècle Père de Frans et Philips II de Momper | Jan II de Momper XVIe siècle Père de Frans et Philips II de Momper | Jan II de Momper XVIe siècle Père de Frans et Philips II de Momper |  |  |                                   |                                   |                                                                                     |                                                                                     |                                                                                     |                                                                                     |                                                                                     |                                                                                     |  |  |  |  |  |  | Jodocus II de Momper 1564-1635 père de Gaspard et de Philips I de Momper | Jodocus II de Momper 1564-1635 père de Gaspard et de Philips I de Momper | Jodocus II de Momper 1564-1635 père de Gaspard et de Philips I de Momper | Jodocus II de Momper 1564-1635 père de Gaspard et de Philips I de Momper | Jodocus II de Momper 1564-1635 père de Gaspard et de Philips I de Momper | Jodocus II de Momper 1564-1635 père de Gaspard et de Philips I de Momper |  |  | Élisabeth Godyn qu'il épouse en 1590                        | Élisabeth Godyn qu'il épouse en 1590                        | Élisabeth Godyn qu'il épouse en 1590                        | Élisabeth Godyn qu'il épouse en 1590                        | Élisabeth Godyn qu'il épouse en 1590                        | Élisabeth Godyn qu'il épouse en 1590                        |  |  |                                                     |                                                     |                                                     |                                                     |                                                     |                                                     |  |  |  |  |  |  |
|  |  |  |  |  |  |  |  |                                       |                                       |                                       |                                       |                                       |                                       |  |  |                                                                    |                                                                    |                                                                    |                                                                    |                                                                    |                                                                    |  |  |                                   |                                   |                                                                                     |                                                                                     |                                                                                     |                                                                                     |                                                                                     |                                                                                     |  |  |  |  |  |  |                                                                          |                                                                          |                                                                          |                                                                          |                                                                          |                                                                          |  |  |                                                             |                                                             |                                                             |                                                             |                                                             |                                                             |  |  |                                                     |                                                     |                                                     |                                                     |                                                     |                                                     |  |  |  |  |  |  |
|  |  |  |  |  |  |  |  |                                       |                                       |                                       |                                       |                                       |                                       |  |  |                                                                    |                                                                    |                                                                    |                                                                    |                                                                    |                                                                    |  |  |                                   |                                   |                                                                                     |                                                                                     |                                                                                     |                                                                                     |                                                                                     |                                                                                     |  |  |  |  |  |  |                                                                          |                                                                          |                                                                          |                                                                          |                                                                          |                                                                          |  |  |                                                             |                                                             |                                                             |                                                             |                                                             |                                                             |  |  |                                                     |                                                     |                                                     |                                                     |                                                     |                                                     |  |  |  |  |  |  |
|  |  |  |  |  |  |  |  | Frans de Momper ou François 1603-1660 | Frans de Momper ou François 1603-1660 | Frans de Momper ou François 1603-1660 | Frans de Momper ou François 1603-1660 | Frans de Momper ou François 1603-1660 | Frans de Momper ou François 1603-1660 |  |  | Épouse (?) de Frans momper en 1649                                 | Épouse (?) de Frans momper en 1649                                 | Épouse (?) de Frans momper en 1649                                 | Épouse (?) de Frans momper en 1649                                 | Épouse (?) de Frans momper en 1649                                 | Épouse (?) de Frans momper en 1649                                 |  |  | Philips II de Momper mort en 1675 | Philips II de Momper mort en 1675 | Philips II de Momper mort en 1675                                                   | Philips II de Momper mort en 1675                                                   | Philips II de Momper mort en 1675                                                   | Philips II de Momper mort en 1675                                                   |                                                                                     |                                                                                     |  |  |  |  |  |  | Gaspard de Momper XVIIe siècle Fils de Jocodus II de Momper              | Gaspard de Momper XVIIe siècle Fils de Jocodus II de Momper              | Gaspard de Momper XVIIe siècle Fils de Jocodus II de Momper              | Gaspard de Momper XVIIe siècle Fils de Jocodus II de Momper              | Gaspard de Momper XVIIe siècle Fils de Jocodus II de Momper              | Gaspard de Momper XVIIe siècle Fils de Jocodus II de Momper              |  |  | Philippe I de Momper 1598-1634 Fils de Jocodus II de Momper | Philippe I de Momper 1598-1634 Fils de Jocodus II de Momper | Philippe I de Momper 1598-1634 Fils de Jocodus II de Momper | Philippe I de Momper 1598-1634 Fils de Jocodus II de Momper | Philippe I de Momper 1598-1634 Fils de Jocodus II de Momper | Philippe I de Momper 1598-1634 Fils de Jocodus II de Momper |  |  |                                                     |                                                     |                                                     |                                                     |                                                     |                                                     |  |  |  |  |  |  |
|  |  |  |  |  |  |  |  | Frans de Momper ou François 1603-1660 | Frans de Momper ou François 1603-1660 | Frans de Momper ou François 1603-1660 | Frans de Momper ou François 1603-1660 | Frans de Momper ou François 1603-1660 | Frans de Momper ou François 1603-1660 |  |  | Épouse (?) de Frans momper en 1649                                 | Épouse (?) de Frans momper en 1649                                 | Épouse (?) de Frans momper en 1649                                 | Épouse (?) de Frans momper en 1649                                 | Épouse (?) de Frans momper en 1649                                 | Épouse (?) de Frans momper en 1649                                 |  |  | Philips II de Momper mort en 1675 | Philips II de Momper mort en 1675 | Philips II de Momper mort en 1675                                                   | Philips II de Momper mort en 1675                                                   | Philips II de Momper mort en 1675                                                   | Philips II de Momper mort en 1675                                                   |                                                                                     |                                                                                     |  |  |  |  |  |  | Gaspard de Momper XVIIe siècle Fils de Jocodus II de Momper              | Gaspard de Momper XVIIe siècle Fils de Jocodus II de Momper              | Gaspard de Momper XVIIe siècle Fils de Jocodus II de Momper              | Gaspard de Momper XVIIe siècle Fils de Jocodus II de Momper              | Gaspard de Momper XVIIe siècle Fils de Jocodus II de Momper              | Gaspard de Momper XVIIe siècle Fils de Jocodus II de Momper              |  |  | Philippe I de Momper 1598-1634 Fils de Jocodus II de Momper | Philippe I de Momper 1598-1634 Fils de Jocodus II de Momper | Philippe I de Momper 1598-1634 Fils de Jocodus II de Momper | Philippe I de Momper 1598-1634 Fils de Jocodus II de Momper | Philippe I de Momper 1598-1634 Fils de Jocodus II de Momper | Philippe I de Momper 1598-1634 Fils de Jocodus II de Momper |  |  |                                                     |                                                     |                                                     |                                                     |                                                     |                                                     |  |  |  |  |  |  |

## Biographies
Biographies

### Première génération
- Jan I Momper ou Annekyn ou Hans est un peintre du début du XVIe siècle, probablement né à la fin du XVe siècle. Il fait partie de l'École flamande, père de Jodocus ou Josse I de Momper. Tout d'abord élève de Adr Braern en 1512, puis celui de Willem Jansyns à Bruges[1].

### Deuxième génération
- Jodocus Momper ou Josse I de, l'Ancien, est un peintre de la première moitié du XVIe siècle, né vers 1516 probablement à Bruges mort le 16 novembre 1559 à Anvers. Il fait partie de l'École flamande. Père de Bartholomaeus de Momper et granp-père de Jodocus II le Jeune de Momper. Il est dans la guilde d'Anvers en 1530 et fait citoyen en 1535. Père de Bartholomaeus de Momper et grand-père de Jodocus II le Jeune Momper[1].

### Troisième génération
- Bartholomaeus de Momper est un peintre du XVIe siècle, né en 1535 probablement à Bruges. Il fait partie de l'École flamande, c'est un peintre de genre et graveur. Élève de son père Jodocus I Momper, père de Jan II Momper et de Jodocus II Momper. Maître à Anvers en 1554, où il est marchand et éditeur. On cite de lui la gravure à l'Eau-forte Fête flamande[1].
- Bartholomaeus Momper, le Jeune est un peintre du XVIe siècle, actif à la fin de ce siècle. Il fait partie de l'École flamande. Il est maître de la corporation d'Anvers en 1597[1].

### Quatrième génération
- Jan II de Monper est un peintre du XVIe siècle, père de Frans de Momper, il fait partie de l'École flamande. Il peint des paysages animés[1].
- Jodocus Momper ou Josse II de, ou Encore Joos, Joost, Joeys, le Jeune est un peintre des XVIe  et  XVIIe siècles, né en 1564 à Anvers, mort le 5 février 1635 dans cette même ville. Il a deux fils, avec Élisabeth Gobyn qu'il épouse en 1590, Gaspard et Momper et Philips I de Momper. Il fait partie de l'École flamande, c'est un peintre de paysages et graveur[2].

### Cinquième génération
- Frans de Momper ou François est un peintre du XVIIe siècle, né à Anvers le 17 octobre 1603, mort dans cette même ville en 1660. Il fait partie de l'École flamande. Il est probablement le fils de Jan de Momper II et frère de Philips de Momper IIIl est maître à Anvers en 1629, et vit longtemps à La Haye; en 1647 il est à Haarlem et à Amsterdam en 1648 où il se marie en 1649. Il travaille selon la manière de Van Goyen[1].
- Philips II de Momper est un peintre du XVIIe siècle, sa date de naissance n'est pas connue, on sait qu'il est mort en 1675 à Amsterdam. Fils de Jan II de Momper, il fait partie de l'École flamande, actif principalement à Anvers, il séjourne à Rome de 1634 à 1636[3].
- Gaspard de Momper est un peintre du XVIIe siècle fils de Jodocus II de Momper, il fait partie de l'École flamande[1].
- Philips I de Momper est un peintre des XVIe et XVIIe siècles, né en 1598, mort en 1634. fils de Jodocus II de Momper. Il fait partie de l'École flamande et il est actif à Anvers[3].

### Hors génération
- Pieter de Momper est un peintre du XVIIe siècle, né vers 1607. Il est actif à Anvers et fait partie de l'École flamande. Il fait probablement partie de la famille Momper[3].
- Jan de Momper ou Giovanni est un peintre hollandais du XVIIe siècle. Né en 1614 à Anvers, mort après 1688 à Rome. C'est un peintre de genre et de paysages animés[1].
- Josse de Momper est un peintre italien Du XVIIIe siècle. Né en 1710 à Belluno, c'est un dessinateur et graveur au burin, il grave des sujets de genre et des sujets religieux[3].